# بارجيك
بارجيك (توفي 731م) أمير الخزر في أواخر عام 720م. قاد بارجيك جيوش الخزر في الحروب الإسلامية الخزرية في أوائل القرن الثامن. في 730، انتصر في معركة مرج أردبيل، وقام باحتلال المدينة. وقتل القائد العربي الجراح بن عبدالله الحكمي ورفع رأسه على عرشه. أغضب هذا الفعل الجنود الأمويين الذين واجهوه في السنة التالية خارج الموصل، وهزم باريجك وقتل في المعركة التي تلت ذلك.